# Oliver (Georgia)
Oliver è una città degli Stati Uniti d'America, situata in Georgia, nella Contea di Screven.